# Boarmia stigmaria
Boarmia stigmaria är en fjärilsart som beskrevs av Walker 1860. Boarmia stigmaria ingår i släktet Boarmia och familjen mätare. Inga underarter finns listade i Catalogue of Life.